# ピアノ三重奏曲第1番 (シューマン)
ロベルト・シューマンのピアノ三重奏曲第1番ニ短調作品63は、1847年6月に妻クララの誕生日を祝って書かれた。ロマンティズムに満ちた作品で、確固とした構成力と緻密な展開法をもった感情の動きを表現している。
メンデルスゾーン作曲のピアノ三重奏曲第1番ニ短調とともに前期ロマン派を代表するピアノ三重奏曲である。

## 楽曲構成
第1楽章：精力と情熱をもって (Mit Energie und Leidenschaft)
独り言をつぶやいているようなピアノ伴奏に乗った、物憂い弦楽の第1主題で始まる。つづいて、情熱的な付点音符の楽句が現れ一気に音楽が盛り上がって行き、優美な長調の第2主題が現れる。展開部の途中で、突如として美しい旋律が、まずピアノで現れ弦に引き継がれる。再現部を経て、その楽想が追憶の形でわずかに顔を覗かせたのち、最後は、主和音を引き延ばしながら謎めいた終わり方で結んでいる。
第2楽章：生き生きと、しかし速すぎずに (Lebhaft, doch nicht zu rasch)
シューマンらしい付点音符の上昇音型から成る躍動的なスケルツォ。トリオは一転して雲の上を歩くような浮遊感のある音楽。
第3楽章：ゆっくりと、心からの感情をもって (Langsam, mit inniger Empfindung)
抒情的で美しい音楽。彼の第2交響曲の緩徐楽章を思い出させる深い哀愁と内面性をもっている。
第4楽章：熱情をもって (Mit Feuer)
哀愁ただよう前楽章から一転して、祝祭的な明るく弾む第1主題で開始する。第2主題は一転して哀愁を帯びた旋律。第1主題も現れて祝祭的な気分を盛り上げるなかで、途中、何度か顔を出す第2主題の悲哀が見事なコントラストをえがいている。最後は白熱的なコーダで曲を閉じる。